# Ро (мова)
Ро — це апріорна штучна мова створена Едвардом Повеллом Фостером (створювалася протягом 1904-1908 року). В Ро слова будуються з використанням системи категорій. Наприклад, всі слова, що починаються з "bofo-", означають кольори, слово червоний - це "bofoc" а жовтий - "bofof". Фостер не просто намагався створити кращу мову в цілому, а оптимізувати мову за критерієм впізнаваність невідомих слів.
Ro критикують за те що в ній важко почути різницю між двома словами, як правило, різниця між одним приголосним робить слова різними за змістом, хоча й досить близькими. Ця особливість є типовою для філософських мов.